# البطولات الفرنسية 1960 (كرة مضرب)
قائمة بطولات دورة رولان غاروس الدولية لعام 1960 (المعروفة الآن بدورة رولان غاروس) :

## الكبار

### فردي رجال
نيكولا بيترانغيلي هزم  لويس أيالا، النتيجة: 3-6 6-3 6-4 4-6 6-3

### فردي سيدات
دارلين هارد هزمت  يولا راميريز، النتيجة: 6-3 6-4